# Statherium
A Statherium időszak (görögül: σταθερός (statherós) azt jelenti, hogy „stabil, erős”) az utolsó földtörténeti időszaka a Paleoproterozoikum időnek, és 1800 millió évvel ezelőttől 1600 millió évvel ezelőttig tartott. Ahelyett hogy rétegtanon alapulna, ezek a dátumok kronometrikailag vannak meghatározva.
A Statherium kezdetén összeállt a szuperkontinens, Columbia.